# Kee Nanayon
Kee Nanayon était une upāsikā (laïque) bouddhiste thaïlandaise de Ratchaburi (1901-1978). Elle fut une enseignante bouddhiste majeure en Thaïlande.

## Biographie
Kee Nanayon est née en 1901 à Rajburi, ville située à l'ouest de Bangkok, dans une famille de marchands chinois. Sa mère, très croyante, lui transmet les bases du bouddhisme. Cependant, c'est une enfant plutôt angoissée, qui sera très marquée, à l'âge de six ans, par une grossesse et un accouchement difficiles de sa mère. 
Adolescente, elle aide son père, âgé, dans son commerce, et durant son temps libre, elle étudie le dharma et pratique la méditation. Elle lit la corbeille des sutta du canon pali et d'autres textes bouddhiques. C'est en fait une autodidacte, qui est bientôt suffisamment avancée dans sa pratique pour enseigner la méditation à son père. À la mort de celui-ci, elle reprend son petit commerce, dans le but d'économiser suffisamment pour pouvoir un jour se retirer du monde et se consacrer entièrement à sa pratique. 
En 1945, elle se retire du commerce et part vivre avec son oncle et sa tante — également impliqués dans la pratique bouddhiste — dans petite demeure monastique abandonnée qui deviendra le noyau d'un centre de pratique pour les femmes et qui a prospéré jusqu'à aujourd'hui. Les femmes qui la rejoignent mènent une vie frugale, se réunissent pour les chants religieux, la méditation samata-vipassana, et aussi échanger sur la pratique. C'est après de telles réunions que Kee Nanayon elle donnait un enseignement sur des points importants qui avaient été soulevés dans la discussion. 
Progressivement, sa réputation se répande et ses enseignements attirent du monde: des visiteurs, mais aussi des femmes qui rejoignent sa communauté. Au milieu des années soixante, elle est vraiment connue; des participants transcrivent et publient ses enseignements — ainsi que ses poèmes — dans de petites brochures qu'ils distribuent gratuitement. Elle devient bientôt une des enseignantes les plus connues de Thaïlande. 
Devenue aveugle durant les dernières années de sa vie, elle continue à dispenser ses enseignement, à pratiquer la méditation et à recevoir les visiteurs. Elle décède en 1978, après avoir confié la gestion du centre à un comité. 

## Autodidacte et enseignante
Upāsikā Kee fut une sorte d'autodidacte, même si elle a acquis les bases de la méditation lors de ses fréquentes visites aux monastères au cours de sa jeunesse. Elle a cependant pratiqué la plupart du temps seule, sans avoir suivi d'études formelles auprès d'un professeur de méditation. La plupart de ses enseignements proviennent de ses lectures — canon pali et ouvrages d'enseignants contemporains. Par la suite, son enseignement sera influencé par les écrits de Buddhadāsa Bhikkhu, bien qu'elle ait transformé les concepts de ce dernier de manière à les faire entièrement siens.

## Postérité
À mesure que sa renommée se répandait, elle est devenue l'une des ajahns femmes les plus populaires en Thaïlande. Nombre de ses conférences ont été traduites en anglais par Thanissaro Bhikkhu (en), qui voit en elle « sans doute la plus grande enseignante du dhamma dans la Thaïlande du XXe siècle ».

## Ouvrages
: document utilisé comme source pour la rédaction de cet article.
- Upasika Kee Nanayon, Pure et simple : Les enseignements extraordinaires de Kee, humble pratiquante bouddhiste, Paris, Sully, 2013, 247 p.  (ISBN 978-2-354-32106-2)
- (en) An Unentangled Knowing. The Teachings of	a Thai Buddhist Lay Woman  (translated from the Thai by Ṭhānissaro Bhikkhu), Valley Center (CA), Metta Forest Monastery, 1995, 148 p. (lire en ligne [PDF]).